# Fosco Maraini
Fosco Maraini (Firenze, 15 novembre 1912 – Firenze, 8 giugno 2004) è stato un antropologo, orientalista, alpinista, fotografo, scrittore e poeta italiano.

## Biografia

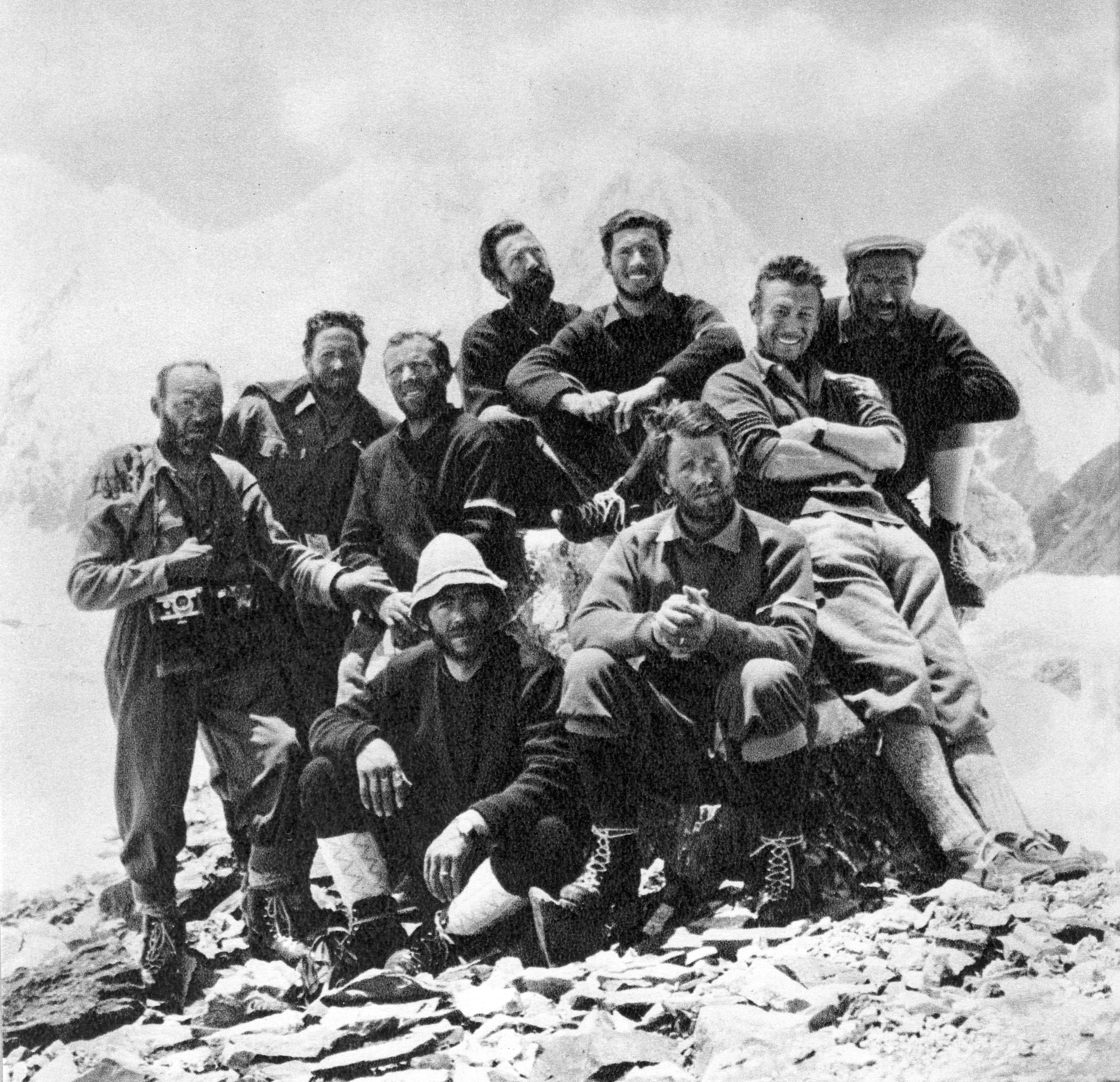
I componenti della spedizione al Gasherbrum IV del 1958. Fosco Maraini è il primo in piedi a destra

### La formazione
Nacque il 15 novembre 1912 a Firenze dallo scultore Antonio Maraini, di antica famiglia ticinese, e dalla scrittrice Yoï Crosse, di padre inglese e madre ungherese di origine polacca. Fosco aveva un fratello, Grato Maraini, e un fratello e una sorella nati dal primo matrimonio della madre con James Francis Buckley: Wilma Susan Morwen e Gabriel James Ifor.
Bilingue italo-inglese fin dalla nascita, crebbe e si formò nell'ambiente intellettualmente vivace proprio del suo nucleo familiare e della Firenze degli anni 1920 - 1930. Nel 1934, spinto dalla sua immensa curiosità nei confronti dell'Oriente, si imbarcò sulla nave Amerigo Vespucci veliero adibito a scuola per l'addestramento degli ufficiali della marina militare italiana come insegnante di inglese, visitando l'Africa del Nord e l'Anatolia.
Nel 1935 sposò la pittrice siciliana Topazia, dell'antica famiglia Alliata di Salaparuta, principi di Villafranca, da cui ebbe le tre figlie Dacia, Yuki e Toni.
Maraini si laureò in Scienze naturali e antropologiche all'Università degli Studi di Firenze.
Nel 1937 raggiunse l'orientalista maceratese Giuseppe Tucci, che conosceva assai bene sanscrito, tibetano, hindi, nepali, bengali e altre lingue asiatiche, in una spedizione in Tibet, alla quale ne sarebbe seguita un'altra undici anni più tardi, nel 1948. Da tale esperienza scaturì la grande passione che lo portò a dedicarsi allo studio delle culture e dell'etnologia orientale e a scrivere prima Dren Giong (Vallecchi Ed., 1939) e poi Segreto Tibet (De Donato editore, 1951).
Durante le prime fasi della Seconda Guerra Mondiale, Maraini raccolse in alcuni scatoloni tutto il materiale degli Ainu (vestiti, utensili, ecc.) che negli anni aveva raccolto in Hokkaidō, durante i suoi primi studi su questa popolazione. Trovò la maniera di nascondere questo materiale presso gli scantinati dell'Istituto Francese di Kyoto. Dopo la guerra Maraini tornò a cercare questo preziosissimo materiale e, con sua grande sorpresa, dopo i disastri della guerra in Giappone, trovò le scatole intatte. Così le spedì con una nave cargo a Firenze. Una volta tornato in Italia Fosco Maraini donò tutto questo materiale degli Ainu al Museo nazionale di Antropologia di Firenze (adesso sezione del Museo di Storia Naturale) che ancora oggi conserva una intera sala dedicata agli Ainu - si tratta di una delle collezioni più importanti e complete dedicate in Europa a questa misteriosa popolazione.

### Gli anni della guerra
Prima della seconda guerra mondiale, Maraini si trasferì in Giappone, dapprima nel Hokkaidō, a Sapporo, e poi nel Kansai e a Kyōto, come lettore di lingua italiana per la celebre università locale. L'8 settembre 1943 si trovava a Tokyo e rifiutò, assieme alla moglie Topazia, di aderire alla Repubblica di Salò. Venne quindi internato in un campo di concentramento a Nagoya con tutta la sua famiglia per circa due anni. Durante la prigionia compì un gesto d'alto significato simbolico per la cultura giapponese: alla presenza dei comandanti del campo di concentramento si tagliò l'ultima falange del mignolo della mano sinistra con una scure. Non ottenne la libertà, ma un miglioramento delle condizioni di prigionia permise alla famiglia Maraini (e agli altri reclusi italiani) di sopravvivere ai morsi della fame fino alla liberazione.

### Dopo la guerra
Finita la guerra tornò in Italia, per poi ripartire verso nuove mete quali il Tibet, Gerusalemme, il Giappone e la Corea.

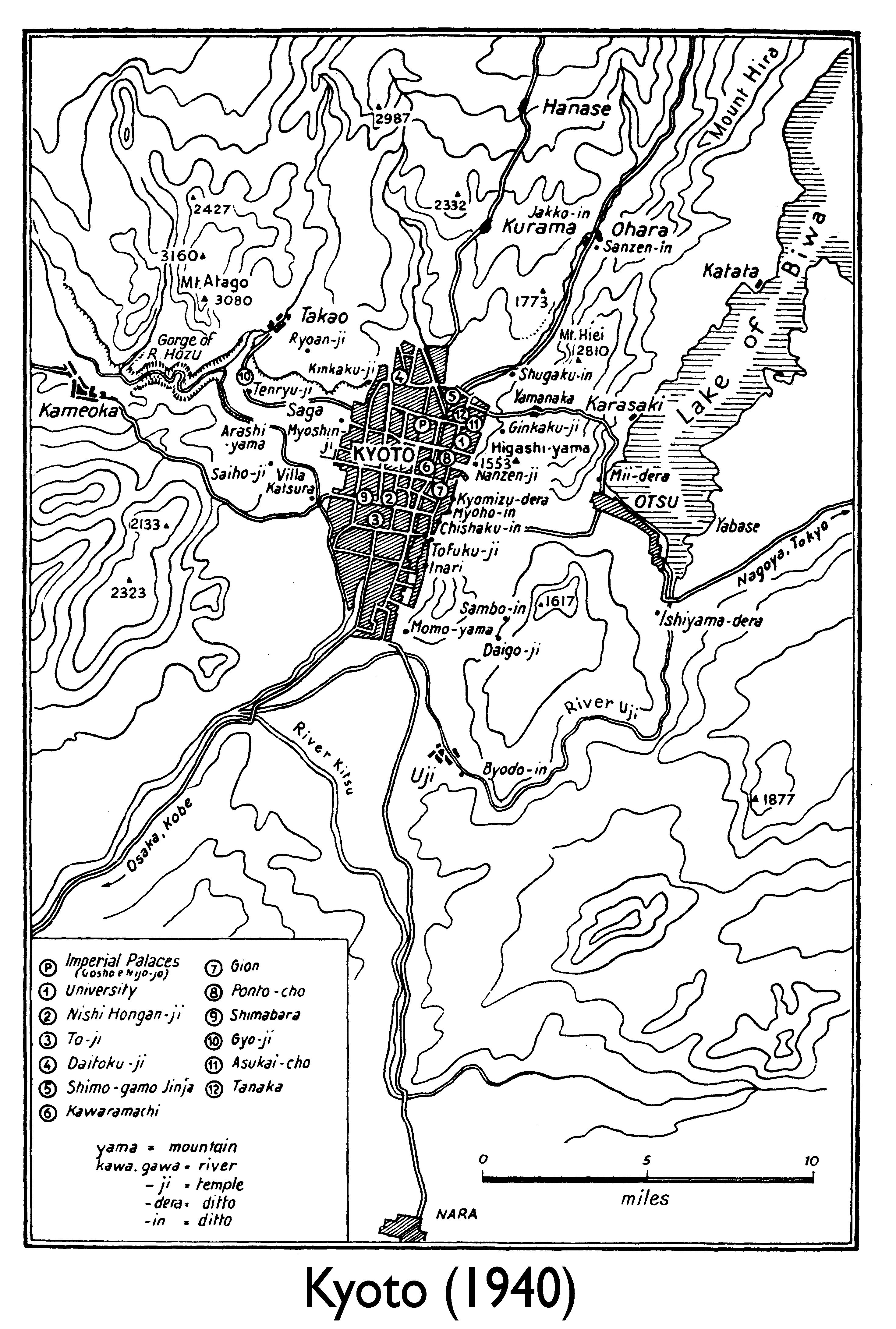
Mappa di Kyoto, da Meeting with Japan di Fosco Maraini, p. 204

Conosciuto per i suoi numerosi lavori fotografici in Tibet e in Giappone, Maraini fotografò le catene del Karakorum e dell'Hindu Kush, l'Asia centrale e l'Italia in generale; fu insegnante di lingua e letteratura giapponese all'Università di Firenze e uno dei massimi esperti di cultura delle popolazioni Ainu del Nord del Giappone. Maraini è stato ricercatore al St Antony's College di Oxford e alle università di Sapporo e di Kyoto. Grazie alla sua straordinaria apertura spirituale, alla sua originalità culturale e scientifica e al suo coraggio fisico e morale, nel 1998 ha vinto il Premio Nonino, come "Maestro italiano del nostro tempo".

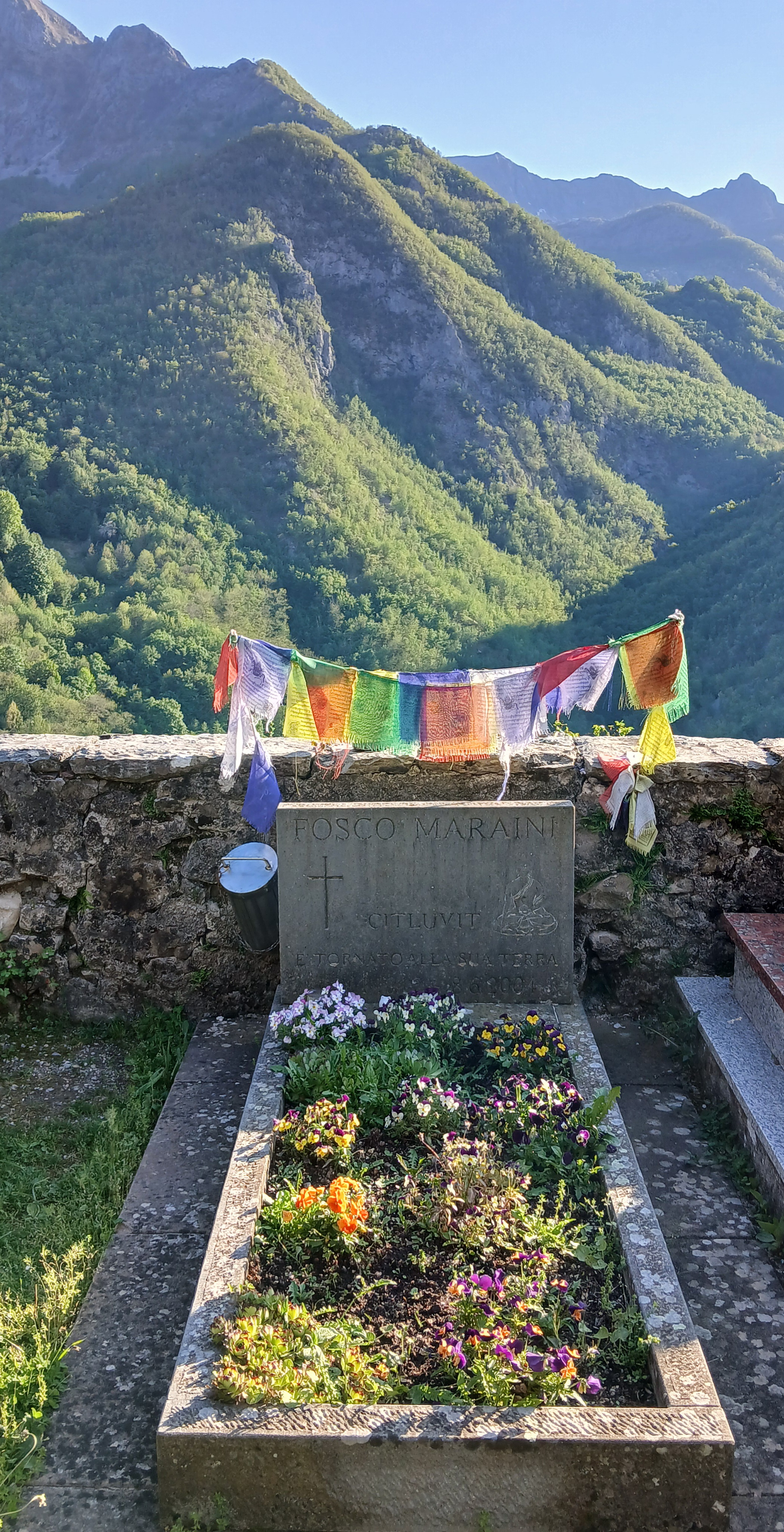
La tomba di Fosco Maraini nel cimitero dell'Alpe di Sant'Antonio

Maraini si cimentò anche nella composizione poetica, utilizzando la tecnica da lui definita metasemantica, di cui è un esempio l'opera Le Fànfole del 1966, ora fuori commercio, ripubblicato in seguito col titolo di Gnòsi delle Fànfole.
Così, nell’introduzione a Gnòsi delle Fànfole Fosco Maraini spiega cosa è la poesia, o linguaggio, che egli indica come metasemantici:
E prosegue divertito:
 Un esempio dell’uso del lessico evocativo, ma inventato, pur incastonato in una severa sequenza metrica, nella famosa Il lonfo:
 Maraini attribuisce la sua ricerca poetica all’essere bilingue, alla sua cultura poliglotta, all’aver imparato molte lingue, «alcune di cui peregrine assai», all’aver soggiornato in molti paesi del mondo: «È chiaro che un vero amore metasemantico nasce in un terreno predisposto … La parola era un giocattolo, un fuoco d’artifizio, un telescopio con trappole …»
Noto anche come alpinista, svolse la sua attività principalmente nelle Dolomiti, dove compì le sue prime ascensioni con Emilio Comici, Tita Piaz e Sandro del Torso. Partecipò inoltre ad alcune importanti spedizioni del Club Alpino Italiano: quella del 1958 al Gasherbrum IV (7980 m, nel Karakorum, Pakistan), guidata da Riccardo Cassin, e quella del 1959 organizzata dalla sezione di Roma del CAI al Saraghrar Peak (7350 m, nell'Hindu Kush, Pakistan), guidata da Franco Alletto e Paolo Consiglio. Su entrambe le spedizioni scrisse un libro: Gasherbrum 4, Baltoro, Karakorum e Paropamiso (vedi la sezione dedicata alle opere).
Dopo aver divorziato da Topazia Alliata, nel 1970 sposò in seconde nozze la giapponese Mieko Namiki, con la quale visse a Firenze, nella villa paterna di Torre di Sopra, presso il Poggio Imperiale, lavorando alla sistemazione del suo archivio fotografico e dei suoi moltissimi libri rari.
È morto a giugno 2004 e, come da sue volontà, fu seppellito nel piccolo cimitero dell'Alpe di Sant'Antonio, nel comune di Molazzana, un piccolo borgo della Garfagnana.
Descrisse la prima parte della propria vita nell'autobiografia romanzata Case, amori, universi, pubblicata presso Arnoldo Mondadori Editore nel 1999. La figlia Dacia pubblica nel 2007 per Rizzoli "Il gioco dell'universo - dialoghi immaginari tra un padre e una figlia", ricostruendo la storia della famiglia attraverso i taccuini del padre. Della sua vita e del suo rapporto con la Sicilia parla sua figlia minore Toni Maraini nel libro "da Ricòrboli alla Luna" edito da Poiesis Editrice. 
I suoi libri più rari sono disponibili nella biblioteca del Gabinetto G.P. Vieusseux di Firenze.

## Biblioteca e archivio fotografico personale
Per legato testamentario la sua biblioteca contenente circa 9.000 tra volumi e periodici e 42.000 fotografie è conservata presso il Gabinetto scientifico-letterario G. P. Vieusseux di Firenze.

## Opere
- Guida dell’Abetone per lo sciatore. Editore:Stazione e interprovinciale di soggiorno e turismo dell’Abetone e Sezione fiorentina del CAI. Firenze 1934. Fonte: Itinera Alpina, Milano (descrizione con foto della copertina).
- Dren-Giong. Appunti di un viaggio nell'Imàlaia, Firenze, Vallecchi, 1939. - nuova ed. a cura di Mieko Maraini, Con una Prefazione di S.S. il Dalai Lama, con i ricordi di amici, Milano, Corbaccio, 2012; ed. illustrata con fotografie dell'Autore, Corbaccio, 2019.
- Lontano Tibet, o  Chibetto, 1942 Tokyo
- Gli Iku-bashui degli Ainu, 1942.
- Segreto Tibet, Presentazione di Bernard Berenson, Bari, Edizioni Leonardo da Vinci, 1951. - nuova ed., Milano, Dall'Oglio, 1985-1989; Milano, Corbaccio, 1998; nuova ed., Corbaccio, 2012, ISBN 978-88-797-2179-0.
- Ore giapponesi, Bari, 1957; nuova ed., Milano, 1988; nuova ed., con un saggio di Giorgio Amitrano, Milano, Corbaccio, 2000.
- L'isola delle pescatrici, Bari, Leonardo da Vinci editrice, 1960.
- Karakorum, Gasherbrum 4, Baltoro, Bari, 1961.
- Paropàmiso. Nella terra dei Kafiri, dove quattro mondi si incontrano, Bari, 1963; nuova ed., Torino, CDA & VIVALDA, 1997; ed. ampliata, Milano, Mondadori, 2003.
- Le Fànfole, Bari, De Donato, 1966. Stampato in 300 copie
- Jerusalem, Rock of Ages, 1969.
- Esotico inverso, 1970.
- (EN) Giappone Mandala, 1971. - I ed. italiana, con uno scritto di Gian Carlo Calza, trad. M. Zizi, Milano, Electa, 2006-2014.
- Incontro con l'Asia, a cura di Franco Marenco, Bari, De Donato, 1973.
- Fosco Maraini, Gnòsi delle Fànfole, a cura di Maro Marcellini e introduzione dell’autore, 2ª ed., Milano, Baldini Castoldi Dalai, 1994  [1978], ISBN 978-88-6073-074-9.. Le poesie sono tratte dal libro Le fànfole del 1966, con l'aggiunta di nuove composizioni. Al volume è allegato un CD a cura di Massimo Altomare e Stefano Bollani, con arrangiamenti musicali, voci soliste e coro, che traducono in canto i testi poetici. La voce all’inizio del disco è di Fosco Maraini.
- Giappone e Corea, popoli nel mondo, Novara, De Agostini, 1978.
- Prima della tempesta. Tibet 1937 e 1948, Milano, Shang Shung edizioni, 1990.
- L'Agape celeste. I riti di consacrazione del sovrano giapponese, Milano, Scheiwiller, 1995; Milano, Luni, 2014.
- Il Nuvolario. Principii di Nubignosia, Roma, SEMAR, 1995, ISBN 978-88-777-8020-1; Introduzione di Toni Maraini, Collana Le onde, Milano, La nave di Teseo, 2020, ISBN 978-88-346-0320-8.
- Gli ultimi pagani. Appunti di viaggio di un etnologo poeta, Red Edizioni, 1997; Milano, BUR, 2001.
- Case, amori, universi, Milano, Mondadori, 1999; Introduzione di Dacia Maraini, Collana Oceani n.80, Milano, La nave di Teseo, 2019, ISBN 9788834600450.
- Viaggiator curioso. Conversazione con Maria Pia Simonetti, Bagno a Ripoli, Passigli, 2001.
- F. Maraini-Dacia Maraini, Il gioco dell'universo: dialoghi immaginari tra un padre e una figlia, Milano, Mondadori, 2007.
- Isola anime, Polistampa, 2007.
- Pellegrino in Asia. Opere scelte, a cura di Franco Marcoaldi, con uno scritto di Francesco Paolo Campione, Collezione I Meridiani, Milano, Mondadori, 2007.
- L'incanto delle Donne del Mare. Giappone 1954, Firenze, Giunti, 2012.
- Fosco Maraini e Topazia Alliata, Love Holidays. Quaderni d'amore e di viaggi, con uno scritto di D. Maraini, Milano, Rizzoli, 2014.
- Farfalle e ghiacciai. La mia vita tra le montagne, a cura di M.A. Ferrari, Milano, Hoepli, 2019, ISBN 978-88-203-8960-4.

### Traduzioni
- Eric Shipton, Assalto all'Everest, Bari, Leonardo da Vinci editrice, 1953.